# Батман: Под червената качулка
„Батман: Под червената качулка“ (на английски: Batman: Under the Red Hood) е американски анимационен супергеройски филм от 2010 година, продуциран от Warner Bros. Animation и това е осмият филм от DC Universe Animated Original Movies.
В България филмът е излъчен по HBO с български войсоувър дублаж на Доли Медия Студио.